# Slesvigsk Parti
De Slesvigsk Parti (Duits: Schleswigsche Partei) is een politieke partij in Denemarken. De partij richt zich met name op de Duitstalige minderheid in de regio Zuid-Denemarken, en is in zekere zin de Deense tegenpool van de SSW in Sleeswijk-Holstein in Duitsland.
De partij was in het verleden vertegenwoordigd in de Folketing, maar neemt de laatste jaren enkel nog deel aan de gemeenteraadsverkiezingen. In de vier gemeenten met een Duitse minderheid, Aabenraa, Haderslev, Sønderborg en Tønder is de partij vertegenwoordigd in de gemeenteraad.

Venstre · Socialdemokraterne · Dansk Folkeparti · Socialistisk Folkeparti · Konservative Folkeparti · Radikale Venstre · Liberal Alliance · Enhedslisten · Nye Borgerlige · Alternativet · Moderaterne · Danmarksdemokraterne